# بيتر جاكوبسن (لاعب غولف)
بيتر جاكوبسن (بالإنجليزية: Peter Jacobsen)‏ هو لاعب غولف أمريكي، ولد في 4 مارس 1954 في بورتلاند في الولايات المتحدة.

## وصلات خارجية
- الموقع الرسمي
- بيتر جاكوبسن على موقع رابطة لاعبي الغولف المحترفين (الإنجليزية)
- بيتر جاكوبسن على موقع رابطة اليابان للاعبي الغولف المحترفين (الإنجليزية)
- بيتر جاكوبسن على موقع التصنيف العالمي الرسمي للغولف (الإنجليزية)